# Ryck (vattendrag)
Ryck är en 30 kilometer lång å i det tyska förbundslandet Mecklenburg-Vorpommern. Ån avvattnar en yta av 240 km².

## Sträckning
Källan är belägen tre kilometer nordost om Grimmen i distriktet Vorpommern-Rügen. Därifrån flyter den i östlig riktning till Greifswald, där den mynnar ut i Dänische Wiek (Östersjön) vid byn Wieck.